# 伊勢流
伊勢流（いせりゅう）は、伊勢氏によって確立、伝承された武家礼法の流派。

## 伊勢家の礼法概要
武家の故実（作法・礼法）は衛府・検非違使の時代より数多く存在し、各々の家で伝承されていた。
室町幕府3代将軍足利義満は、公家には公家の礼法、武家には武家の礼法があるとし、幕府の諸行事における公式の礼法を定めた。 故実書『三議一統大双紙』によれば、その武家礼法を将軍に指南した高家（今の言葉でいう知的アドバイザー）が「伊勢家」「小笠原家」「今川家（後の吉良家）」であった。伊勢家は「内の礼法」殿中一切の礼法を任され、小笠原家は「外の礼法」弓馬の礼法を、今川家は書と画を任されたとされている。
宗家の伊勢氏は元々室町幕府政所執事の家として礼法に精通していた。室町初期の伊勢貞継が祖とされる。足利義政の教育係であった伊勢貞親の頃に殿中諸儀礼の折形など、装束、書札をはじめ、弓馬、甲冑、作鞍、故実が確立された。
応仁の乱によって幕府の権威が凋落していく中、伊勢貞陸・貞久は、旧来の伊勢流故実に公家の有職故実を取り入れて新しい武家故実を作り、将軍の権威を高めることに努力した。上洛した大内義興と伊勢氏が交わした故実の問答をまとめた『大内問答』の例に見られるように、伊勢流故実は地方の大名に積極的に吸収された。
また、伊勢氏の庶流にあたる伊勢貞頼は、1528年に伊勢氏に伝わる武家奉公人としての心得・諸作法をまとめた『宗五大草子』を著した。『宗五大草子』の影響は江戸時代の故実書『群書類従』にも見られ、身分に応じた武士の作法の形成に影響を与えた。
伊勢氏は、江戸幕府3代将軍徳川家光の時に、伊勢貞衡が旗本として仕えた。
貞衡の曽孫である伊勢貞丈が、中世以来の武家を中心とした制度・礼式・調度・器具・服飾、に詳しく、有職故実の第一人者として、著書を数多く残し、正しい武家礼法を体系化、世に知らしめ、伊勢流中興の祖となった。
その後、貞丈の孫にあたる伊勢貞春が貞丈雑記を発刊し、貞春から武家故実を学んだ本多忠憲が多くの著書を残した。本多忠憲の著書には『上覧乗馬の記』・『差物考』・『兜之考』・『弓術流派』・『小鳥丸剣考』・『差縄』などがある。
忠憲の門人であり、兵学者として知られた旗本・窪田清音（講武所頭取）は、忠憲から与えられた伊勢流の師範免許をもって武家故実類書13冊を残している。